# Ганськ-Другий
Ганськ-Другий (пол. Hańsk Drugi) — село в Польщі, у гміні Ганськ Володавського повіту Люблінського воєводства.
Населення — 69 осіб (2011).
У 1975-1998 роках село належало до Холмського воєводства.

## Демографія
Демографічна структура станом на 31 березня 2011 року:
|          | Загалом | Допрацездатний вік | Працездатний вік | Постпрацездатний вік |
| -------- | ------- | ------------------ | ---------------- | -------------------- |
| Чоловіки | 35      | 8                  | 25               | 2                    |
| Жінки    | 34      | 10                 | 17               | 7                    |
| Разом    | 69      | 18                 | 42               | 9                    |